# جمال الناظر
جمال الناظر (انگلیسی: Gamal El-Nazer; ۲۲ ژانویهٔ ۱۹۳۰ – ۵ سپتامبر ۲۰۰۶) بازیکن واترپلو اهل مصر بود.